# County of Minburn No. 27

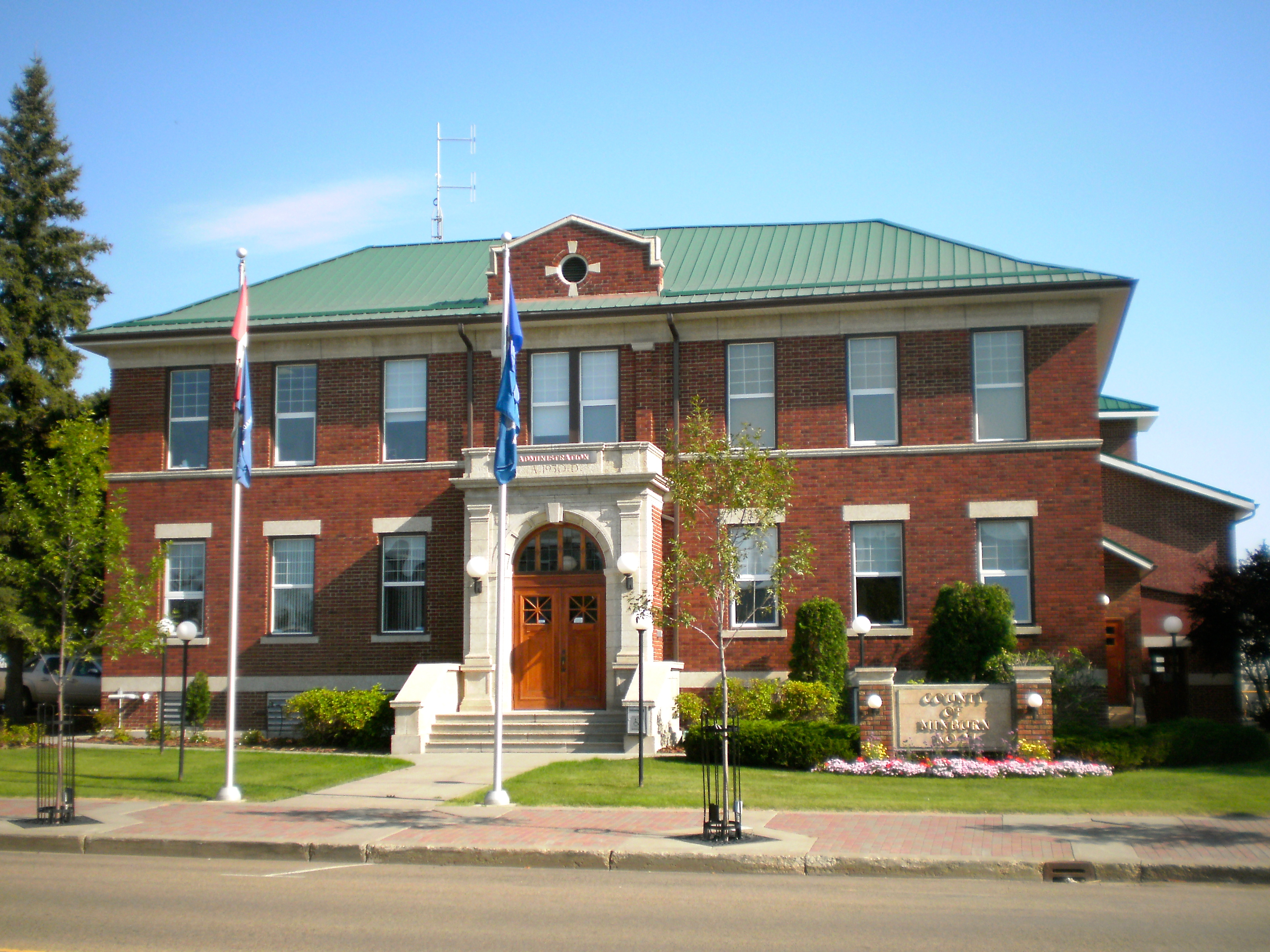
Sitz der Bezirksverwaltung in Vegreville

Das County of Minburn No. 27 ist einer der 63 „municipal districts“ in Alberta, Kanada. Der Verwaltungsbezirk gehört zur Census Division 10 und ist Teil der Region Zentral-Alberta. Der Bezirk hat seinen Verwaltungssitz in der Kleinstadt Vegreville.
Der Verwaltungsbezirk ist für die kommunale Selbstverwaltung in den ländlichen Gebieten sowie den nicht rechtsfähigen Gemeinden, wie Dörfern und Weilern und Ähnlichem, zuständig. Für die Verwaltung der Kleinstädte in seinen Gebietsgrenzen ist er nicht zuständig.

## Lage
Der „Municipal District“ liegt im zentralen Osten der kanadischen Provinz Alberta, circa 100 km östlich von Edmonton. Der Bezirk wird in einem großen Bogen vom Vermilion River durchflossen. Dieser durchquert den Bezirk im westlichen Bereich von Süd nach Nord, verlässt diesen und kommt im östlichen Teil zurück, um ihn hier von Nord nach Ost zu durchfließen. Im Bezirk befindet sich keiner der Provincial Parks in Alberta.
Die Hauptverkehrsachsen des Bezirks sind der in Ost-West-Richtung verlaufenden Alberta Highway 16, als Yellowhead Highway Teil der nördlichen Route des Trans-Canada Highway, sowie der in Nord-Süd-Richtung verlaufende Alberta Highway 36. Außerdem verläuft eine Eisenbahnstrecke der Canadian Northern Railway durch den Bezirk.
|               | County of Two Hills No. 21                  |                                         |
| Lamont County | Kompassrose, die auf Nachbargemeinden zeigt | County of Vermilion River               |
| Beaver County |                                             | Municipal District of Wainwright No. 61 |

## Bevölkerung
| Jahr | Erhebung          | Einwohner | Änderung | Fläche (km²) | Bev.-dichte (EW/km²) |
| ---- | ----------------- | --------- | -------- | ------------ | -------------------- |
| 2016 | Volkszählung 2016 | 3188      | - 5,8 %  | 2913,02      | 1,1                  |
| 2011 | Volkszählung 2011 | 3278      | - 1,2 %  | 2910,71      | 1,1                  |

## Gemeinden und Ortschaften
Folgende Gemeinden liegen innerhalb der Grenzen des Verwaltungsbezirks:
- Stadt (City): keine
- Kleinstadt (Town): Vegreville
- Dorf (Village): Innisfree, Mannville
- Weiler (Hamlet): Lavoy, Minburn, Ranfurly

Außerdem bestehen noch weitere, noch kleinere Ansiedlungen und Einzelgehöfte. Weiterhin liegen im Bezirk auch mehrere Kolonien der Hutterer. Diese Kolonien haben eine dorfähnliche Struktur und in der Regel 100 bis 150 Einwohnern.